# Le Canard sauvage (film, 1976)
Pour les articles homonymes, voir Le Canard sauvage (homonymie).
Pour plus de détails, voir Fiche technique et Distribution.
Le Canard sauvage (titre original : Die Wildente) est un film germano-autrichien réalisé par Hans W. Geißendörfer sorti en 1976.
Il s'agit de l'adaptation de la pièce d'Henrik Ibsen.

## Synopsis
Gregers, fils du consul Werle, rentre chez ses parents après une longue absence. Dans une réception que donne son père, il apprend que son père soutient généreusement la famille Ekdal. Gregers, qui a amené avec lui son ami d'enfance Hjalmar Ekdal, sait aussi pourquoi : son père avait entraîné le vieil Ekdal dans une liaison et l'avait ainsi ruiné ; il eut aussi une relation avec sa femme. Gregers n'exclut donc pas que l'adorable petite Hedvig Ekdal ne soit pas la fille de Hjalmar, mais bien celle de son père et donc de sa demi-sœur.
Dégoûté par le comportement de son père, Gregers se rend chez les Ekdal pour leur ouvrir les yeux. Il veut éclaircir Hjalmar sur ses soupçons et qu'il rompe avec le père. Les Ekdal, cependant, ne veulent rien savoir de ses déclarations ; ils persistent dans leur approche inhabituelle de la vie. À y regarder de plus près, Hjalmar s'avère de plus en plus faible et incapable de vivre ; la famille est soutenue presque exclusivement par sa femme travailleuse, Gina Ekdal. Hjalmar plonge dans ses rêveries, son élevage, y compris un canard sauvage apprivoisé, et ses « inventions » qui prennent des formes de plus en plus bizarres et bizarres.
Alors que le consul Werle vient un jour pour persuader son fils de rentrer à la maison, Gregers rompt avec lui. Il veut maintenant enfin dire toute la vérité à Hjalmar Ekdal, mais est arrêté par des arguments compréhensibles de Gina et du docteur Relling. De plus en plus, le mensonge de Hjalmar semble être d'une importance vitale pour lui. Enfin, il y a un drame à l'issue fatale.

## Fiche technique
- Titre : Le Canard sauvage
- Titre original : Die Wildente
- Réalisation : Hans W. Geißendörfer assisté d'Astrid Falkenau
- Scénario : Hans W. Geißendörfer
- Musique : Niels Janette Walen
- Direction artistique : Ulrich Schröder
- Costumes : Edith Almoslino, Lambert Hofer
- Photographie : Robby Müller
- Son : James Mack
- Montage : Jutta Brandstaedter
- Production : Bernd Eichinger
- Société de production : Solaris Film, Sascha-Verleih, Westdeutscher Rundfunk Köln
- Société de distribution : Filmverlag der Autoren
- Pays de production :  Allemagne de l'Ouest,  Autriche
- Langue : allemand
- Format : Couleur - 1,66:1 - Mono - 35 mm
- Genre : Drame
- Durée : 105 minutes
- Dates de sortie :
  - Allemagne de l'Ouest : 10 septembre 1976.
  - Autriche : 10 septembre 1976.
  - États-Unis : 28 avril 1977.
  - France : 7 septembre 1983[1].

## Distribution
- Bruno Ganz : Gregers Werle
- Peter Kern : Hjalmar Ekdal
- Jean Seberg : Gina Ekdal, sa femme
- Anne Bennent : Hedvig, sa fille
- Heinz Bennent : Dr. Relling
- Martin Flörchinger : Le vieil Ekdal
- Heinz Moog : le consul Werle
- Sonja Sutter : Mme Sörby
- Robert Werner : Molvik
- Guido Wieland : Petersen
- Anton Duschek : Graberg
- Uwe Falkenbach : le chauve
- Erich Aberle : le gros
- Bruno Thost : le myope